# آن ژاردان
آن ژاردان (انگلیسی: Anne Jardin؛ زادهٔ ۲۶ ژوئیهٔ ۱۹۵۹) شناگر اهل کانادا بود.
وی در مسابقات کشوری و بین‌المللی در مجموع برندهٔ ۱ مدال طلا، ۲ مدال نقره، ۳ مدال برنز شده‌است.